# Mariendal (Frederiksberg)
 For alternative betydninger, se Mariendal. (Se også artikler, som begynder med Mariendal)
Mariendal – før 1785 kaldet Falkendal – var et landsted på Frederiksberg, der lå ved hjørnet af Falkoner Allé og Mariendalsvej.
Mariendals jorder var oprindelig en del af markerne, der hørte til Christian 4.'s Ladegård. Jorderne blev solgt til private ved en stor auktion i 1765, hvor 30 lodder blev sat til salg. Jorderne, der blev til landstedet Mariendal, lå mellem Ladegårdsåen og Godthåbsvej og gik fra Falkoner Allé i øst til Nordre Fasanvej i vest. Landstedet fik først i 1784 navnet Mariendal og skiftede de næste 100 år hyppigt ejer. Ejendommen, der for størstedelen var landbrug, blev i 1879 købt af kreaturkommissær Niels Josephsen (1836-1905).
I 1884 begyndte han udstykningen af de 50 tønder land, der hørte til ejendommen. Josephsen var en stor beundrer af den græske kongefamilie og opkaldte en del af vejene i det nyanlagte villakvarter efter den – Dronning Olgas Vej (efter Olga Konstantinovna af Rusland, der blev græsk dronning), Kong Georgs Vej (efter Georg 1. af Grækenland, der havde været Prins Vilhelm til Danmark), Kronprinsesse Sofies Vej (efter Sophie af Preussen) og Prins Constantins Vej (efter Konstantin 1. af Grækenland). På Dronning Olgas Vej 6 fik Josephsen opført en villa til sig selv og hustruen efter tegninger af H.P.N. Hedemann.
Nordøst for ejendommen blev gaden Nitivej anlagt. Navnet er dannet af Niels Josephsens og hans hustru Thora Josephsens initialer (efternavnet skrevet med I som ækvivalent til J). Forkortelsen NITI var også anvendt til ægteparrets ferieresidens Villa Niti på Nordre Strandvej ved Helsingør.
Et andet landsted på Frederiksberg hed Mariendal til 1770, hvor det skiftede navn til Rolighed.